# Komorisch-portugiesische Beziehungen
Die komorisch-portugiesischen Beziehungen umfassen die bilateralen Beziehungen zwischen den Komoren und Portugal. Die Länder sind nach 1975 direkte diplomatische Beziehungen eingegangen.
Die Beziehungen gelten als problemfrei, jedoch noch wenig intensiv. Historisch ist die Ankunft portugiesischer Seefahrer als erste Europäer Anfang des 16. Jahrhunderts bedeutend.
Im Jahr 2019 war ein Staatsbürger der Komoren in Portugal gemeldet, im Distrikt Viana do Castelo, 2017 waren keine Portugiesen konsularisch auf den Komoren registriert.

## Geschichte

Die Komoren und Portugal sind beide Mitglieder des Weltraumvertrags (grün): ihre Beziehungen gelten bislang als wenig intensiv, mit ihren gemeinsamen Mitgliedschaften in multilateralen Organisationen wie den UN-Gliederungen und der EU-Partnerschaft als wichtigsten Verbindungsgliedern.

Portugiesische Entdeckungsreisende erreichten 1505 als erste Europäer die Komoreninsel Grande Comore und hielten sie fünf Jahre besetzt, bis sie wieder vertrieben wurden. Sie kontrollierten danach weiter den komorischen Seeraum und nutzten die Inseln gelegentlich als Zwischenstation, unternahmen aber keinen weiteren Versuch der Landnahme. Die Portugiesen handelten hier weiter Gewürze ein, eine der vielen Quellen ihres Nachschubs an Gewürzen für ihren lukrativen Indienhandel bis ins 17. Jahrhundert hinein.
Im 19. Jahrhundert wurden die Komoren eine französische Kolonie, bis zu ihrer Unabhängigkeit 1975. Nachdem Portugal seine Kolonialpolitik nach seiner linksgerichteten Nelkenrevolution 1974 beendet hatte, nahmen beide Staaten nach 1975 diplomatische Beziehungen auf. Gegenseitige diplomatische oder konsularische Vertretungen eröffneten sie danach nicht (Stand 2020).
Die anhaltende politische und wirtschaftliche Instabilität der Komoren verhinderten bisher eine Intensivierung ihrer Beziehungen, die sich seither vor allem im Rahmen der Kooperationen der Komoren mit der EU oder in der gemeinsamen Arbeit in UNO-Organisationen ergeben.

## Diplomatie

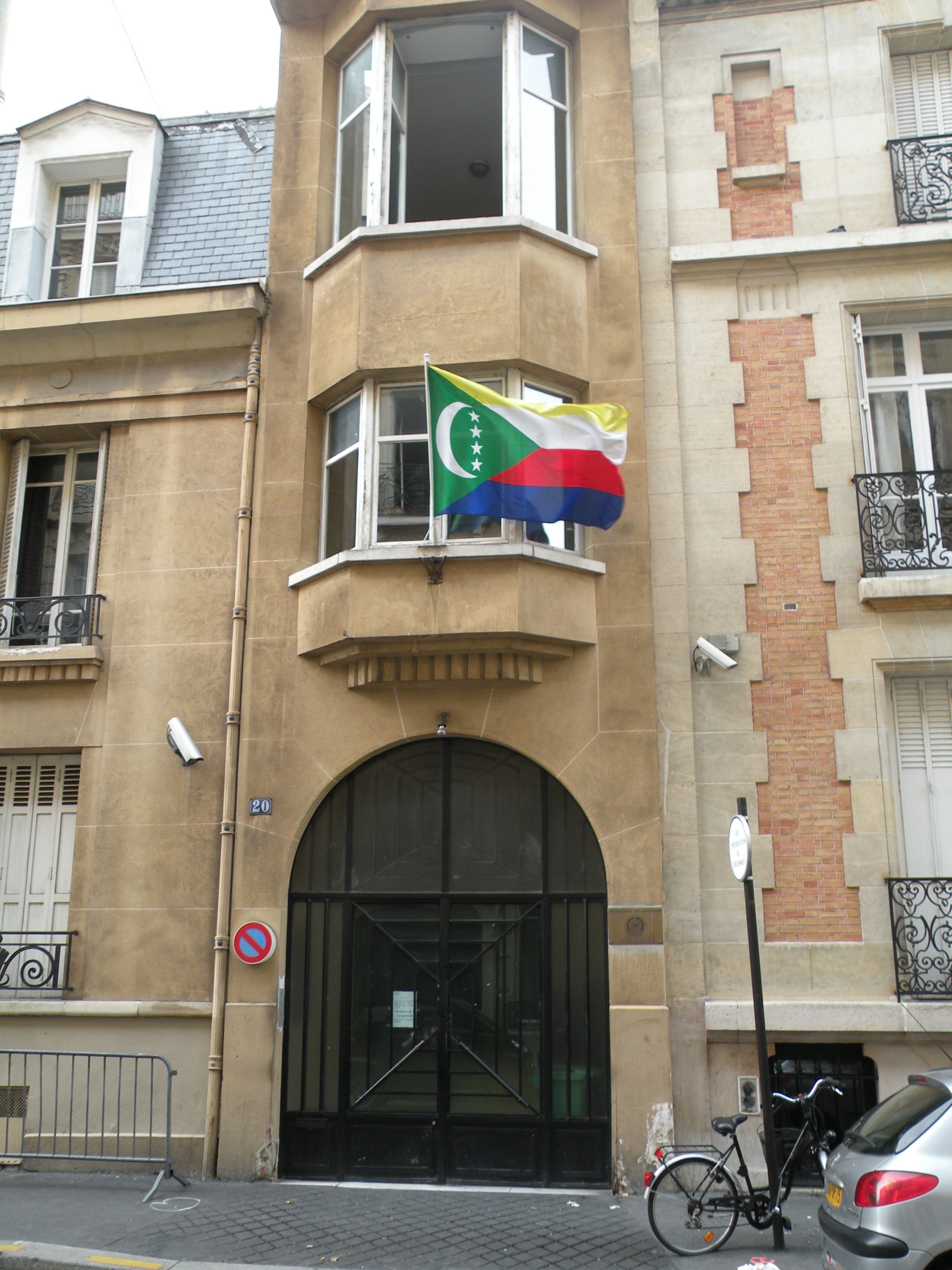
Die Botschaft der Komoren in Paris, sie ist auch für Portugal zuständig

Die Komoren führen keine eigene Botschaft in Portugal, das Land wird vom komorischen Botschafter in Paris betreut. Portugal unterhält ebenfalls keine eigene Botschaft auf den Komoren, die zum Amtsbezirk des portugiesischen Botschafters in Pretoria gehören. Konsularisch werden die Komoren vom portugiesischen Generalkonsulat in der mosambikanischen Hauptstadt Maputo betreut.

## Sport
Fußball ist in beiden Ländern der beliebteste Sport. Die Komorische und die Portugiesische Nationalmannschaft spielten bisher jedoch noch nicht gegeneinander, weder die Männer noch die Frauen (Stand Ende 2020).